# Run It!
Run It! is een nummer van de Amerikaanse zanger Chris Brown. Het nummer werd uitgebracht op 25 juli 2005 door het platenlabel Jive/Zomba. Het nummer behaalde de 2e positie in de Billboard Hot 100 en de 1e positie in de UK Singles Chart.